# ASF Andrézieux
L'Association Sportive Forezienne Andrézieux-Bouthéon là một đội bóng đá Pháp thành lập năm 1947. Đội có trụ sở tại Andrézieux-Bouthéon, Rhône-Alpes, Pháp. Đội chơi tại sân vận động Megnvol ở Andrézieux-Bouthéon, khánh thành năm 2016, có sức chứa 5000 người. Trước đây, đội đã chơi ở Stade Roger Baudras.
Vào ngày 6 tháng 1 năm 2019, câu lạc bộ đã đánh bại gã khổng lồ Ligue 1 Olympique de Marseille bằng tỷ số 2-0 ở vòng 1/64 tại Coupe de France.

## Đội hình hiện tại
Kể từ ngày 16 tháng 11 năm 2018 
| No. |        | Position | Player                |
| --- | ------ | -------- | --------------------- |
| 1   | France | GK       | Nicolas Markut        |
| 4   | France | DF       | Mathieu Goncalves     |
| 5   | France | DF       | Rémi Amieux           |
| 6   | France | MF       | Valentin Steinmetz    |
| 7   | France | FW       | Romain Barge          |
| 8   | France | MF       | Francis Robert        |
| 9   | France | FW       | Antoni Saffour        |
| 10  | France | MF       | Noé Cabezas           |
| 11  | France | FW       | Christopher Desmartin |
| 12  | France | MF       | Florian Milla         |
| 13  | France | DF       | Juvrel Loumingou      |
| 14  | France | DF       | Anthony Vacheron      |

| No. |        | Position | Player             |
| --- | ------ | -------- | ------------------ |
| 16  | France | GK       | Nicolas Petit      |
| 17  | France | FW       | Lenny Leonil       |
| 20  | France | MF       | Charly Pereira     |
| 21  | France | FW       | Souleiman Djabour  |
| 22  | France | DF       | Maxime Aguad       |
| 23  | France | DF       | Romain Reynaud     |
| 25  | France | MF       | Vincent Felder     |
| 26  | France | DF       | Hugo Di Piazza     |
| 28  | France | DF       | Bryan Ngwabije     |
| 30  | France | GK       | Baptiste Chappelon |
| 33  | France | DF       | Gabay Allaigre     |
|     | France | MF       | Enzo Genevrier     |